# Asplenium alvarezense
Asplenium alvarezense är en svartbräkenväxtart som beskrevs av Rudm. Brown. Asplenium alvarezense ingår i släktet Asplenium och familjen Aspleniaceae. Inga underarter finns listade.